# Pelagischer Stechrochen
Der Pelagische Stechrochen (Pteroplatytrygon violacea) ist ein wenig bekannter Rochen, der wahrscheinlich weit verbreitet in fast allen tropischen und subtropischen Meeren vorkommt. Sichtungen bzw. Fänge gibt es unter anderem von der Küste des südlichen Mittelmeers, von Sizilien, von Kap Verde im östlichen Atlantik, aus dem tropischen Westatlantik und aus dem Ostpazifik von Vancouver, der Küste Kaliforniens, Niederkalifornien und den Galapagosinseln.

## Merkmale

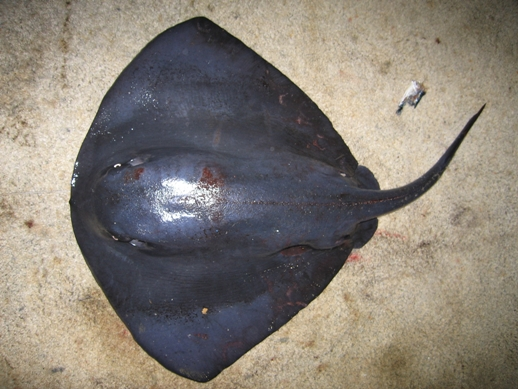
Pelagischer Stechrochen mit unvollständigem Schwanz.

Der Pelagische Stechrochen wird maximal 1,60 Meter lang, bei einem Körperscheibendurchmesser von 59 cm. Für gewöhnlich bleibt er bei einer Länge von 1,10 Meter. Die Körperscheibe ist dick und hat die Form einer vorn abgerundeten Raute. Sie ist auf der Ober- und der Unterseite einfarbig violett, purpur oder dunkel blaugrün gefärbt, ohne irgendwelche Muster, und trägt keine Dornen. Die Augen stehen nicht hervor. Der lange Schwanz ist kürzer als die doppelte Körperscheibenlänge und trägt eine niedrige Schwanzflosse, die weit vor der Schwanzspitze endet. Der Schwanz trägt normalerweise einen sehr langen Giftstachel.

## Lebensweise

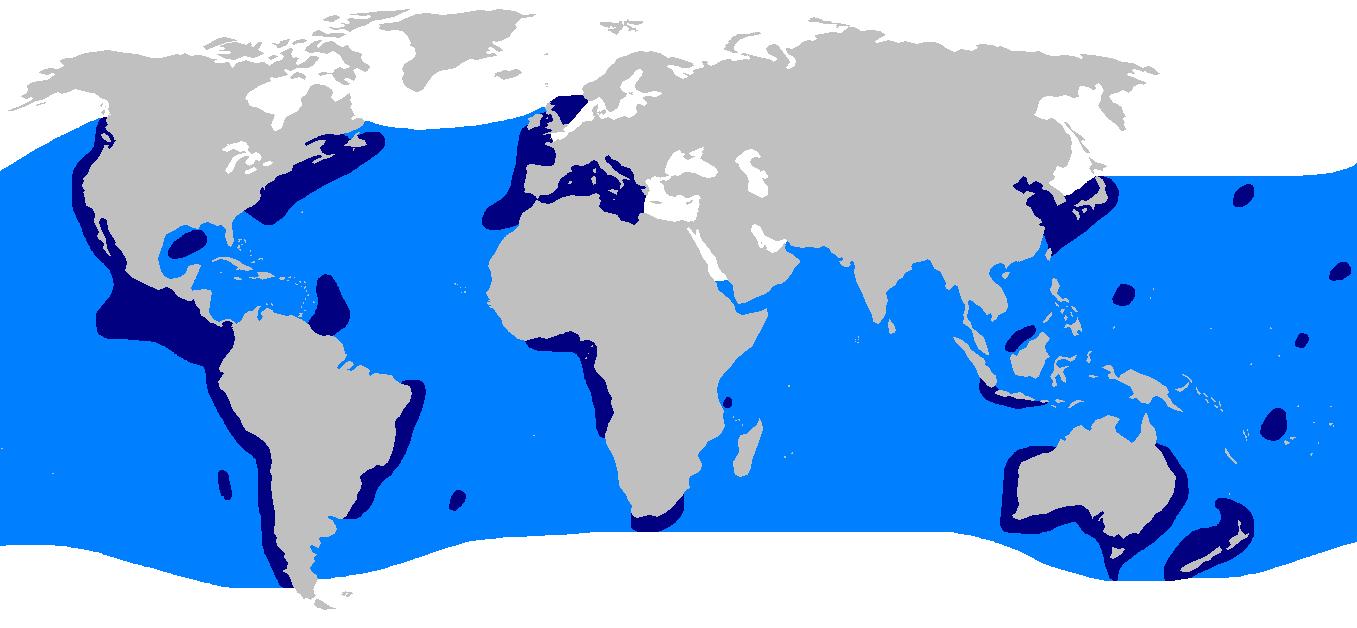
Verbreitungsgebiet

Über die Lebensweise des Pelagischen Stechrochens ist wenig bekannt. Er lebt im offenen Ozean in Wassertiefen von einem bis maximal 380 Metern, normalerweise bis in 100 Metern Tiefe. Wahrscheinlich ist er der einzige vollständig pelagisch lebende Vertreter der Stechrochen. Er ernährt sich von Quallen, Rippenquallen, Kopffüßern, pelagischen Krebstieren und Fischen. Wie alle Stechrochen ist der Pelagische Stechrochen ovovivipar.